# Yuthok Tashi Dhondup
Pour les articles homonymes, voir Dhondup.
Yuthok Tashi Dhondup (1906-1983) était un militaire et homme politique tibétain.

## Biographie

### Famille
Yuthok Tashi Dhondup est le fils de Yuthok Phuntsok Palden (1860-vers 1910) et Tsering Yudon.
Yuthok Tashi Dhondup a épousé Dorje Yudon Yuthok, sœur de Surkhang Wangchen Gelek et fille de Surkhang Wangchen Tseten, ministre des Affaires étrangères du Tibet. A la fin des années 1940, ils ont divorcé, et Yuthok Tashi Dhondup s'est remarié.
Dorje Yudon Yuthok, enfui du Tibet en 1959, a rejoint les États-Unis en 1965 et a écrit une autobiographie, The House of the Turquoise Roof, publiée en 1990.

## Carrière et exil
Il a été gouverneur du Kham entre 1942 et 1946.
En 1955, Tashi Dhondup est devenu le directeur du bureau judiciaire du Comité préparatoire à l'établissement de la région autonome du Tibet.
L'année suivante, il a été nommé kalon adjoint (bka 'tshab) avec les pleins pouvoirs ministériels. Lorsque le dalaï-lama a assisté au festival du Bouddha Jayanti en Inde en 1956-1957, Tashi Dhondup l'a accompagné. Mais il est resté en Inde et n'est pas rentré au Tibet, anticipant les changements politiques.
De 1967 à 1972, Yuthok Tashi Dhondup a vécu à Taïwan où il a ouvert un Kalon Bureau avec Surkhang Wangchen Gelek. Il a ensuite déménagé au Canada où il est décédé en 1983.
Selon la volonté de son épouse Tsering Dolkar Yuthok, le musée d'anthropologie de Vancouver expose des vêtements hérités de la famille Yuthok pour faire connaître la culture tibétaine.